# Побачення з молодістю
Побачення з молодістю (рос. Свидание с молодостью) — радянський художній фільм 1982 року, знятий на кіностудії «Мосфільм».

## Сюжет
Одного разу в машину директора великого заводу Петра Семеновича Полякова всідається дівчина, яка називає себе Варею і показує знайденому батькові фотографію своєї матері. І тепер в пошуках втраченого директор приїжджає в місто, де колись він любив мати Варі — Зінаїду…

## У ролях
- Кирило Лавров — Петро Семенович Поляков, директор великого заводу
- Галина Польських — Зінаїда Дмитрівна, лікар в Дивногорську
- Неллі Корнієнко — Олена Полякова, дружина Петра Семеновича
- Софія Горшкова — Варя, дочка Зінаїди
- Тамара Логінова — Анна Дмитрівна, сестра Зінаїди
- Всеволод Кузнецов — Родіонов
- Люсьєна Овчинникова — Люся Іванова, давня знайома Полякова
- Георгій Бурков — Костянтин Пронін
- Армен Джигарханян — Віктор Шамаєв
- Микола Гаєвський — Олег Миколайович, голова радгоспу
- Тамара Дегтярьова — Ліза Проніна, дружина Костянтина
- Борис Токарєв — залицяльник Варі
- Елла Некрасова — Катя, секретар Полякова
- Олена Валаєва — Оксана, секретар Родіонова
- Леонід Бєлозорович — епізод
- Тетяна Харламова — Варя Полякова, дочка Петра і Олени
- Алевтина Румянцева — працівниця телеграфу
- Анатолій Лобоцький — хлопець біля ресторану

## Знімальна група
- Режисер — Валентин Попов
- Сценаристи — Микола Євдокимов, Валентин Попов
- Оператор — Володимир Папян
- Композитор — Едуард Артем'єв
- Художники — Віктор Зенков, Микола Усачов